# He Was a Friend of Mine
He Was a Friend of Mine è un brano tradizionale di musica folk nel quale il cantante lamenta la perdita di un amico. La prima versione conosciuta della canzone si intitola Shorty George e venne registrata dalla coppia di musicologi John A. e Ruby Terrill Lomax nel 1939 in Texas in una versione eseguita da Smith Casey, che si accompagnava alla chitarra.
Nel corso degli anni la traccia è stata incisa da numerosi artisti, inclusi Bob Dylan, Dave Van Ronk, The Washington Squares, Bobby Bare, Mercury Rev, The Black Crowes, The Mitchell Trio, Willie Nelson, Nanci Griffith, Cat Power, The Leaves e, in una versione dal testo differente, The Byrds. La versione registrata da Willie Nelson è stata usata nel film Brokeback Mountain ed attribuita in modo inaccurato a Bob Dylan come autore del brano.

## Cover

### Versione di Bob Dylan
Dylan curò l'arrangiamento del brano nel 1962, e la sua esecuzione dell'epoca si può ascoltare nell'album The Bootleg Series Volumes 1-3 (Rare & Unreleased) 1961-1991.

### Versione dei Byrds
I Byrds inclusero una registrazione di He Was a Friend of Mine nel loro album del 1965 Turn! Turn! Turn!. Nella versione dei Byrds, la melodia è leggermente modificata e il testo riadattato come un sorta di canto funebre per l'assassinio di John F. Kennedy. Il chitarrista della band Roger McGuinn riscrisse il testo della vecchia canzone tradizionale alla fine del 1963 per dargli un gusto più attuale e contemporaneo. McGuinn spiegò l'origine della canzone nel corso di un'intervista: «Scrissi la canzone la notte del giorno nel quale venne ucciso John F. Kennedy. Suppongo che si potrebbe dire che sembra una delle prime canzoni dei Byrds. L'arrangiamento usato è quello con il quale l'ho sempre cantata. Pensai solo che fosse una buona idea includerla in Turn! Turn! Turn!». A causa della radicale riscrittura alla quale venne sottoposto il brano, nella versione dei Byrds il copyright ufficiale registrato è: "Traditional/nuovo testo e arrangiamento di McGuinn".
La band eseguì il brano durante il Monterey Pop Festival il 17 giugno 1967, dove David Crosby fece la controversa dichiarazione secondo la quale Kennedy non era stato ucciso dal solo Lee Harvey Oswald, ma era in realtà vittima di un complotto governativo.

### Altre versioni
Nel 1963, i Greenbriar Boys registrarono He Was a Friend of Mine con il cantante Dian James e la inclusero nell'album Dian & the Greenbriar Boys pubblicato dalla Elektra Records. I Briarwood Singers, un quintetto folk, pubblicò una versione della canzone che raggiunse la posizione numero 126 nella classifica di Billboard nel dicembre 1963. Bobby Bare incise He Was a Friend of Mine nel 1964, in memoria di Jim Reeves, vittima di un disastro aereo. Lo stesso anno, Petula Clark pubblicò una versione in francese del brano con il titolo Toi qui m'as fait pleurer.
Nel 1963 il cantante folk Dave Van Ronk pubblicò la sua reinterpretazione del brano nell'album Dave Van Ronk, Folksinger. Inoltre, Van Ronk eseguì la canzone durante il concerto in memoria di Phil Ochs tenutosi al Madison Square Garden Felt Forum di New York nel maggio 1976, dopo il suicidio di Ochs. Ramblin' Jack Elliott e Jerry Jeff Walker cantarono in duetto la canzone sull'album di Elliott Friends of Mine (1998). L'attore americano Billy Bob Thornton incluse una cover della versione dei Byrds nel suo album di debutto del 2001 Private Radio.
Eseguita da Gustavo Santaolalla, He Was a Friend of Mine è stata inclusa nella colonna sonora di Brokeback Mountain (2005).
La band inglese The Bishops, ha reinterpretato la canzone nel disco For Now (2009).
Nel 2014, Merrymouth, un gruppo folk capeggiato dal cantante degli Ocean Colour Scene Simon Fowler, registrò la canzone per il loro secondo album Wenlock Hill. Le parole del testo furono adattate per riferirsi all'omicidio di John Lennon.